# Kuilenburgse spoorbrug
De Kuilenburgse spoorbrug is een spoorbrug over de Lek bij Culemborg. De brug gebouwd in 1982 kreeg een eervolle vermelding bij de Nationale Staalprijs in 1983.

## Eerste brug (1868)
De eerste brug op deze plek werd gebouwd tussen 1863 en 1868, bij de aanleg van de Spoorlijn Utrecht - Boxtel die ook bekendstaat onder de naam Staatslijn H. Op 1 november 1868 werd het baanvak Utrecht-Kuilenburg in dienst genomen. Deze spoorlijn is bij wet aangelegd op kosten van de Staat. Hiertoe werd in 1860 een besluit genomen. De bouw van de spoorlijn en het ontwerp van de brug was in handen van ingenieur Gerrit van Diesen. Deze eerste brug was een heus industrieel bouwwerk: om de scheepvaart niet te hinderen kwamen er geen pijlers in de rivier, daarom kreeg de hoofdoverspanning een lengte van 154 meter, bij de opening in 1868 was dit de spoorbrug met de langste overspanning ter wereld.

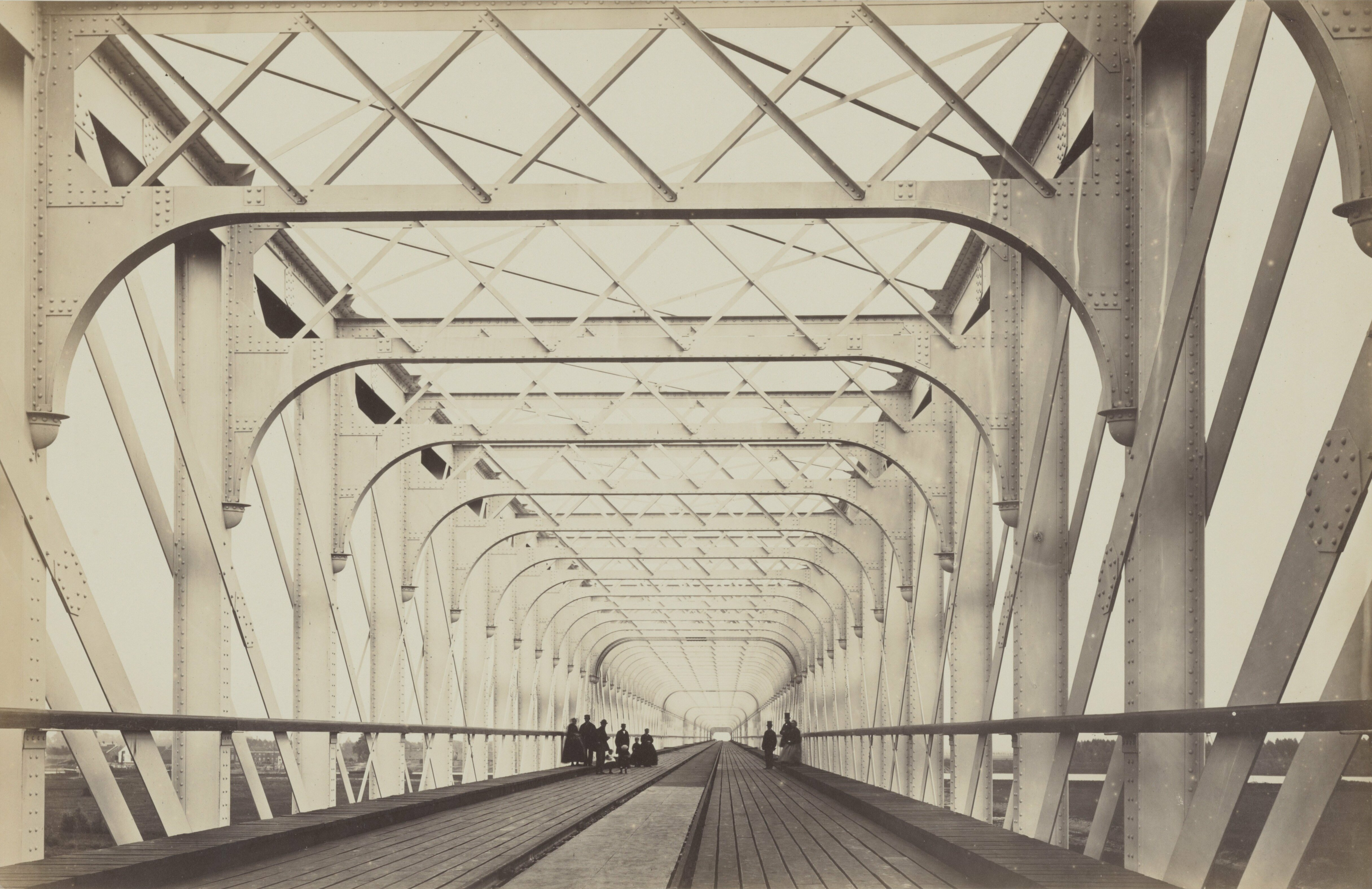
In 1868

De bouw van deze brug betekende een doorbraak voor de bouw van spoorwegbruggen over de grote rivieren in Nederland. Gesterkt door dit succes durfde men de bouw van de Moerdijkbrug aan; deze werd geopend in 1872. De oude draaibrug bij Westervoort werd in 1901 vervangen door een nieuwe brug die sterk leek op de Kuilenburgse spoorbrug.
De eerste brug was berekend op twee sporen, hoewel de Staatslijn oorspronkelijk maar enkelsporig was. Het spoor lag daarom ook in het midden van de brug. In 1885 werd een tweede spoor op de brug aangelegd. Een van de beide sporen werd opgebroken in de Tweede Wereldoorlog. De Duitse bezetters legden op de plaats van dit spoor houten planken neer, opdat er ook met wegvoertuigen over de brug kon worden gereden. Hoewel de Duitse bezetters wel explosieven hadden aangebracht bij en op de brug zijn deze niet, zoals bij veel andere bruggen tijdens de Duitse aftocht, tot ontploffing gebracht. Zodoende was de brug bij Culemborg een van de weinige grote Nederlandse bruggen die de Tweede Wereldoorlog nagenoeg ongeschonden hebben overleefd.

### Constructie
Hoewel eerst gepland werd de brug als traliebrug te maken, werd een nieuw brugtype bedacht bestaande uit meervoudige vakwerken. De hoofdliggers van de brug waren van welijzer gemaakt, omdat er nog maar weinig ervaring was met staal. De dwarsdragers en windverbanden waren wel van staal gemaakt. De onderbouw werd voor ƒ 1,5 miljoen door de firma Quant gebouwd, de bovenbouw door de firma Harkort voor ƒ 1,8 miljoen. In de gehele overbrugging is 5100 ton ijzer verwerkt, de hoofdoverspanning had een gewicht van 2300 ton.
In 1983 is de brug gesloopt en vervangen door een moderne stalen boogbrug, met aanbruggen van beton. Een klein deel van de oorspronkelijke brug is als monument naast de nieuwe brug geplaatst. Een van de redenen om de brug te vervangen, was de toegenomen ontwerpbelasting. Daarnaast waren de aansluitingen op de onderrand kwetsbaar voor vermoeiing en was er roestschade geconstateerd.

### Afbeeldingen

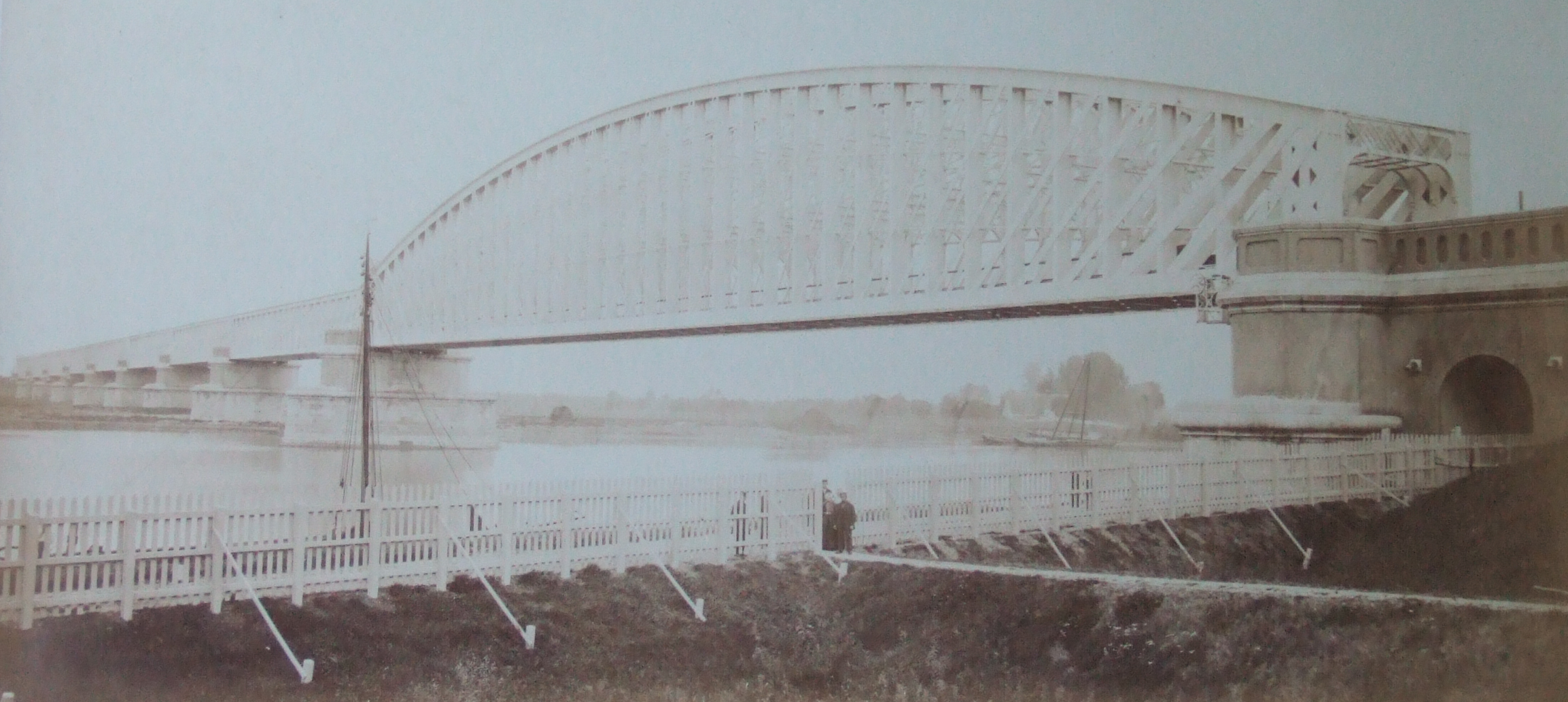
De oude brug op 30 augustus 1868 (foto door J. H. Schönscheidt)
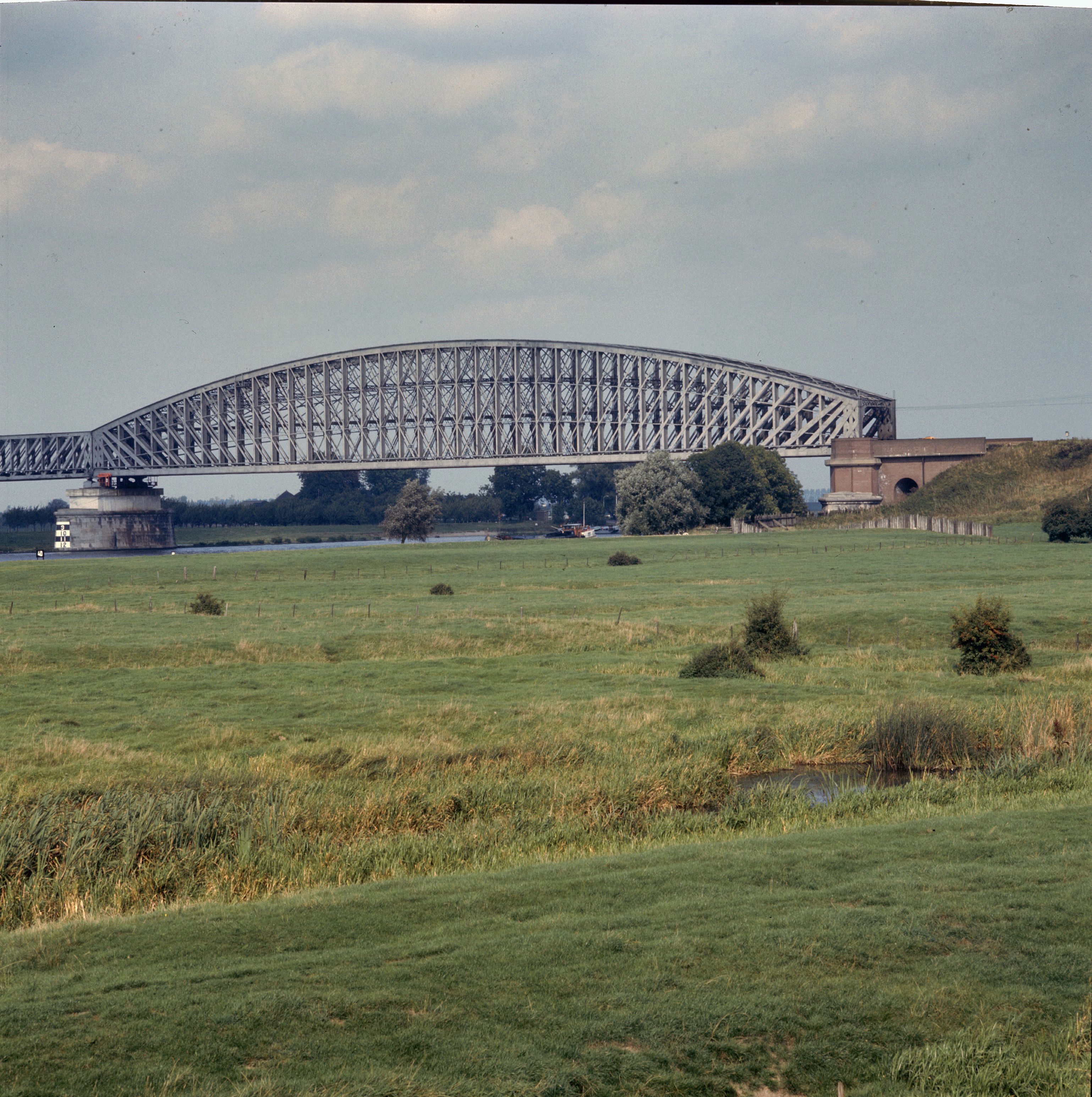
De oude brug gezien vanuit het westen.
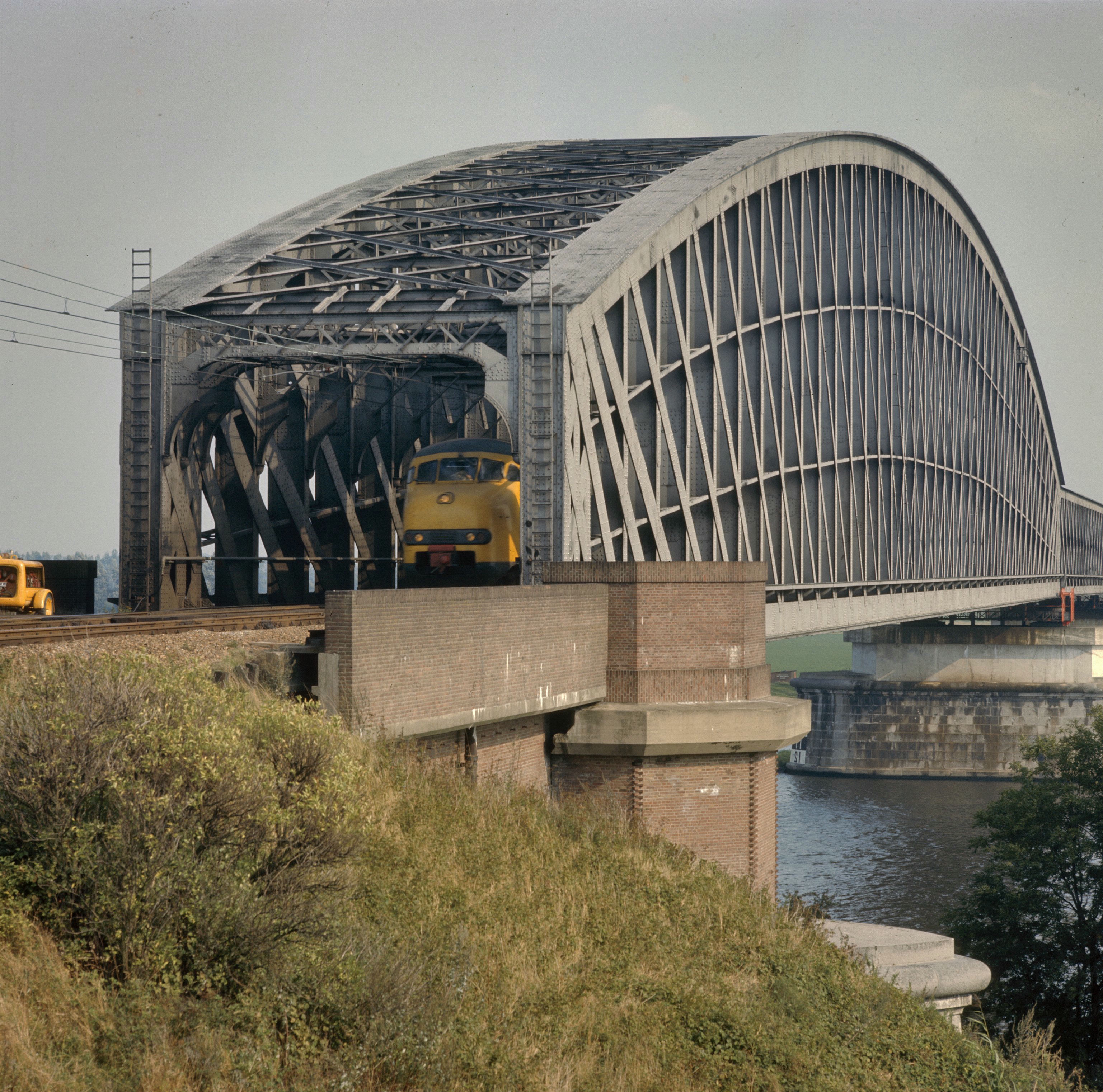
De oude brug gezien vanuit het zuiden.
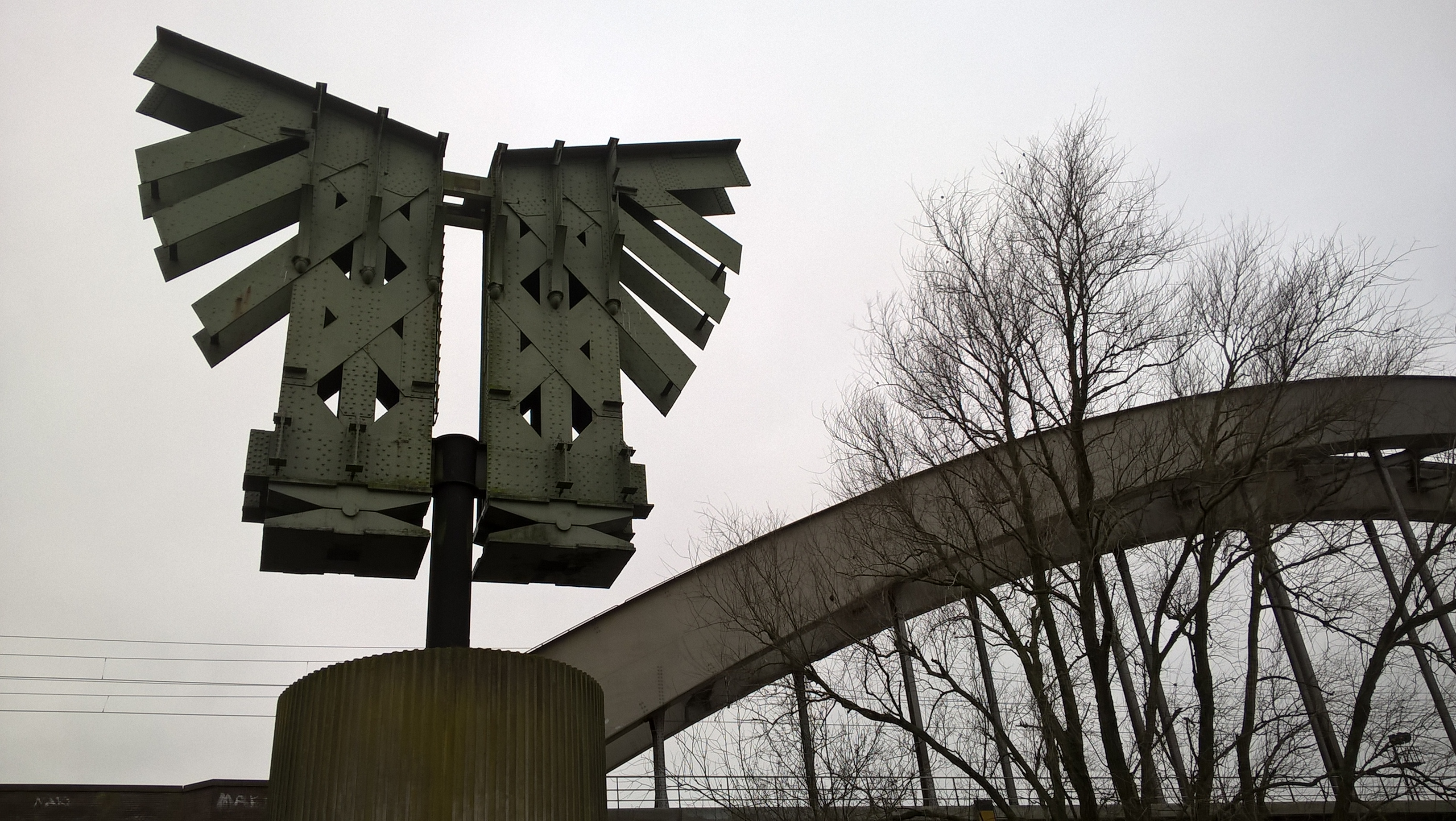
Monument: stukje oude spoorbrug
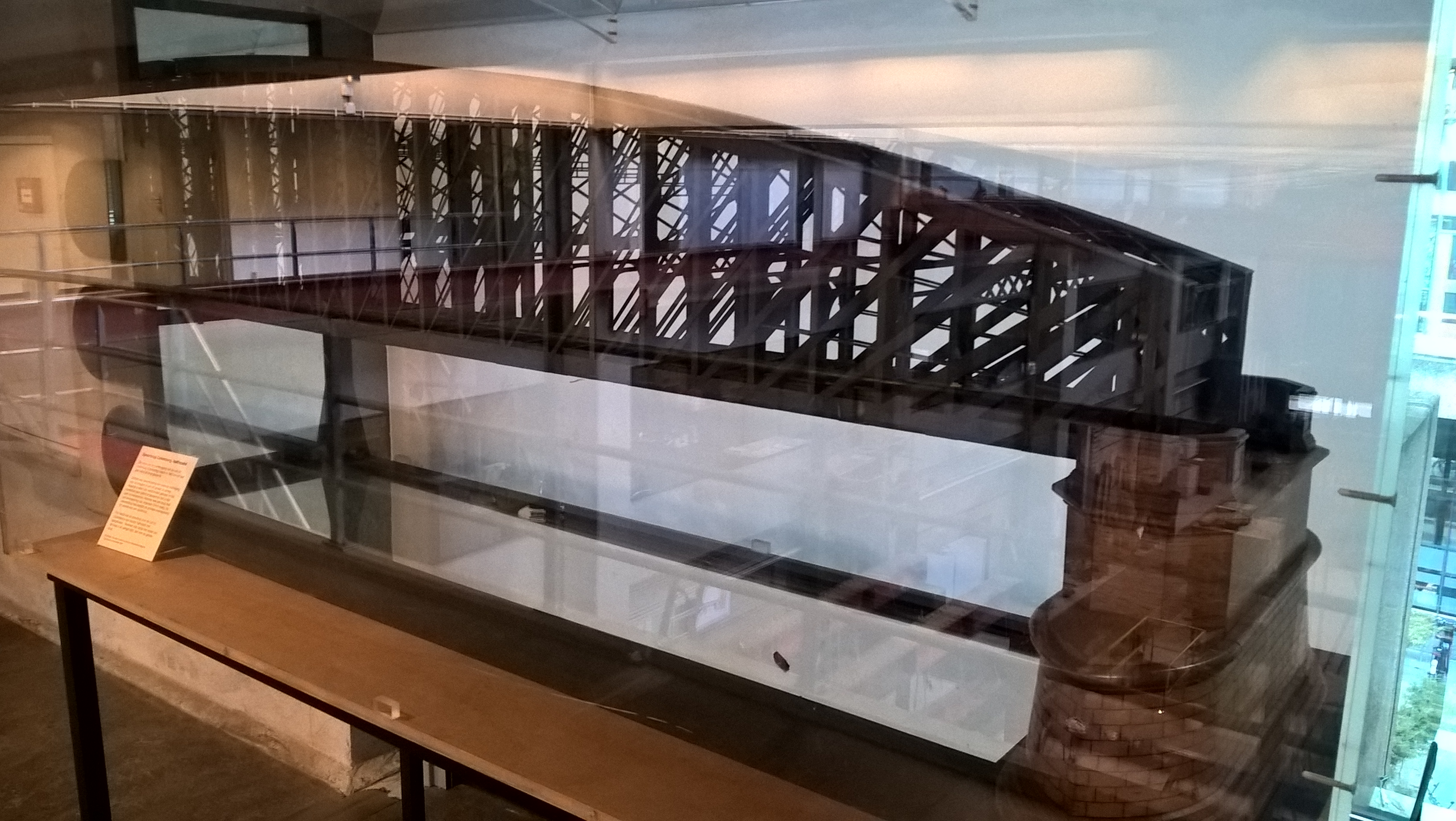
Houten halfmodel oude brug, te zien op de TU Delft

## Huidige brug (1983)
Bij het ontwerp van de nieuwe spoorbrug uit 1983 was een van de eisen van Rijkswaterstaat een verruiming van de doorvaarthoogte met een halve meter. Ook moest de brug breder worden om meer afstand tussen twee sporen te krijgen. De brug is gebouwd tussen april 1981 en december 1983 door een aannemerscombinatie van Hollandia en Kloos. De oeververbinding bestaat uit betonnen aanbruggen van 60 meter lengte en een gewicht van 2000 ton. De hoofdoverspanning is een stalen boogbrug van 155 meter lang, 25 meter hoog en 2470 ton zwaar. Het gebruikte staal is van de typen Fe 360 D en Fe 510 D.

### Afbeeldingen

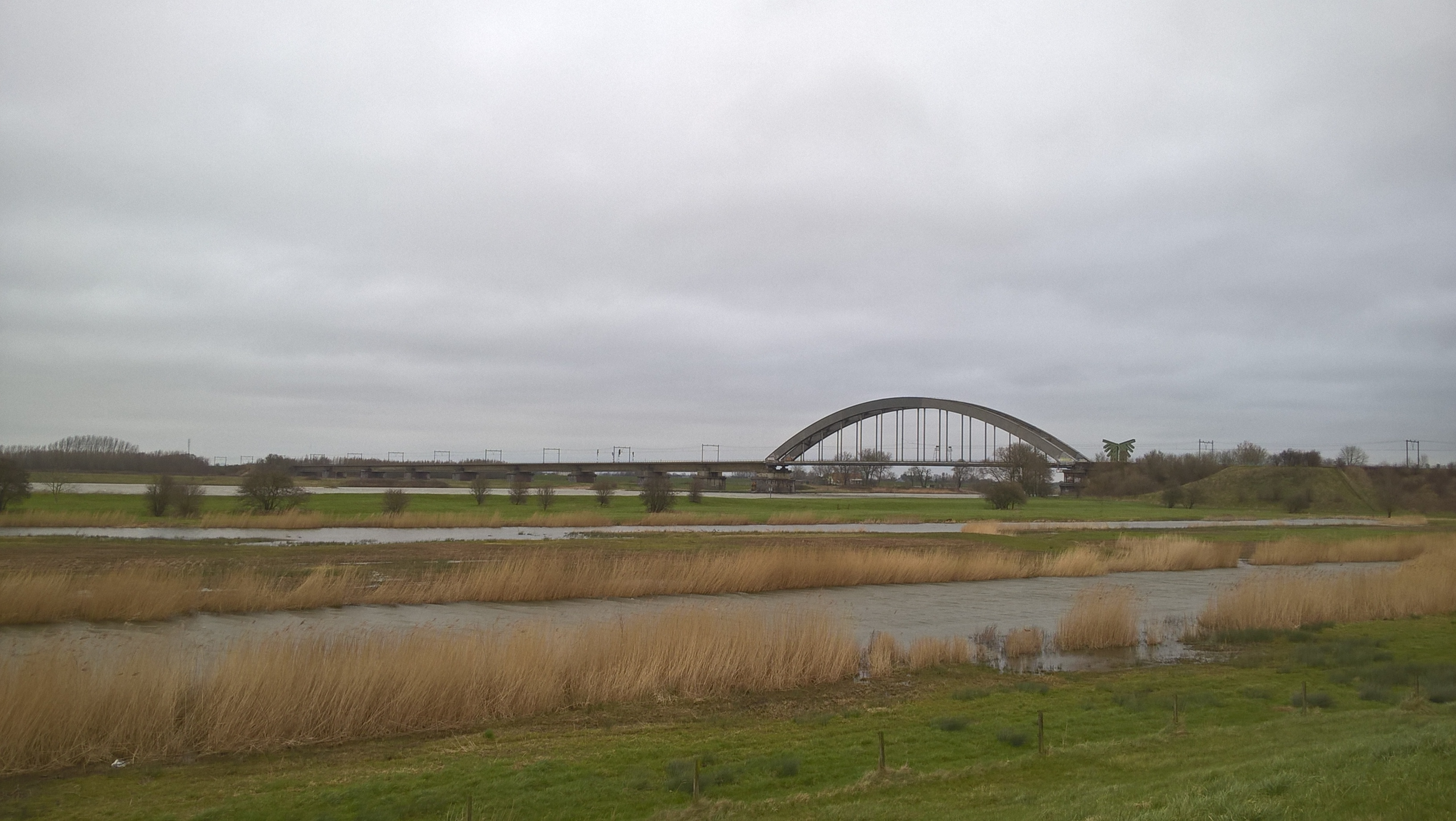
Overzicht complete brug in landschap
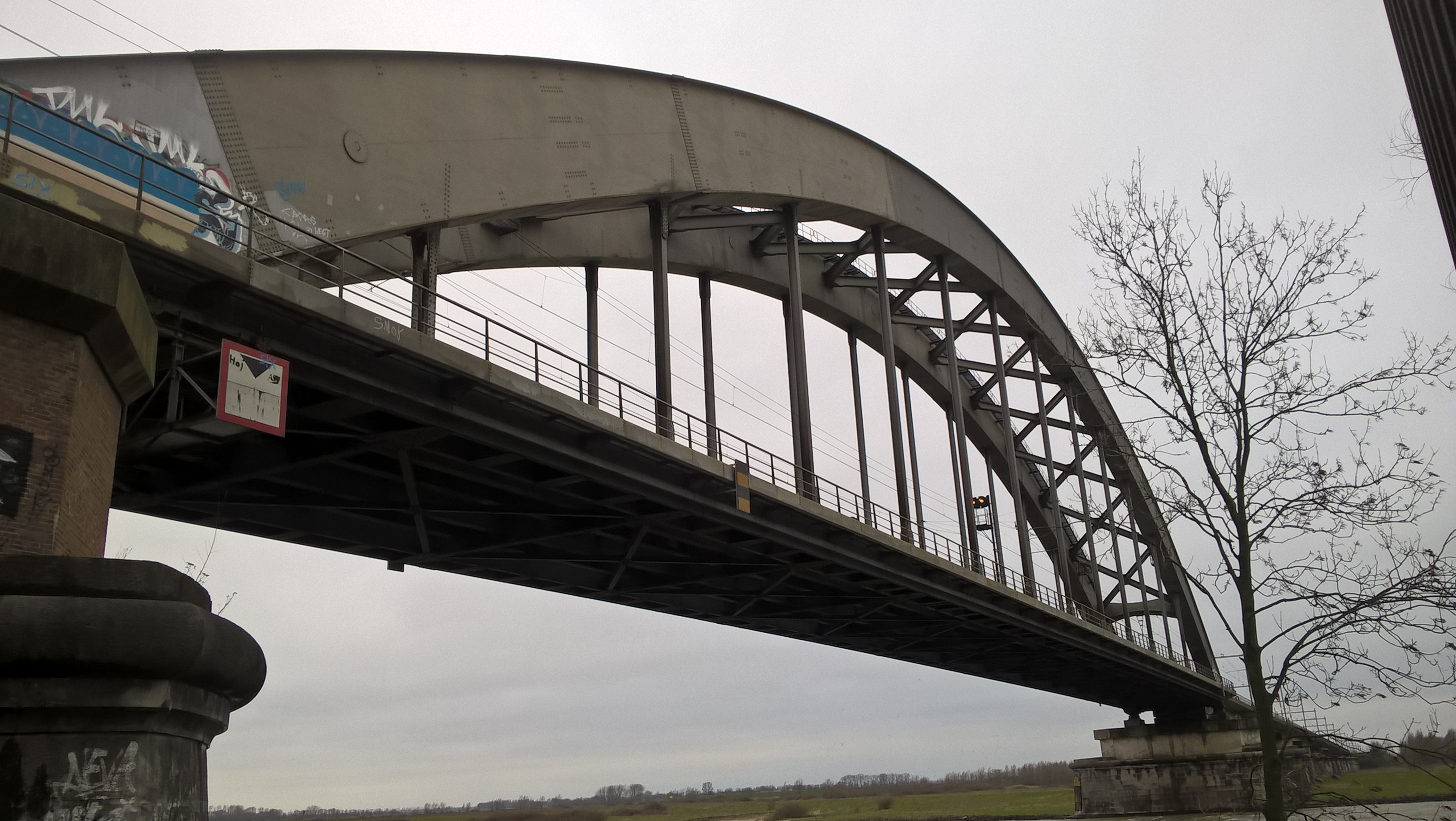
Brug vanaf het zuidoosten gezien
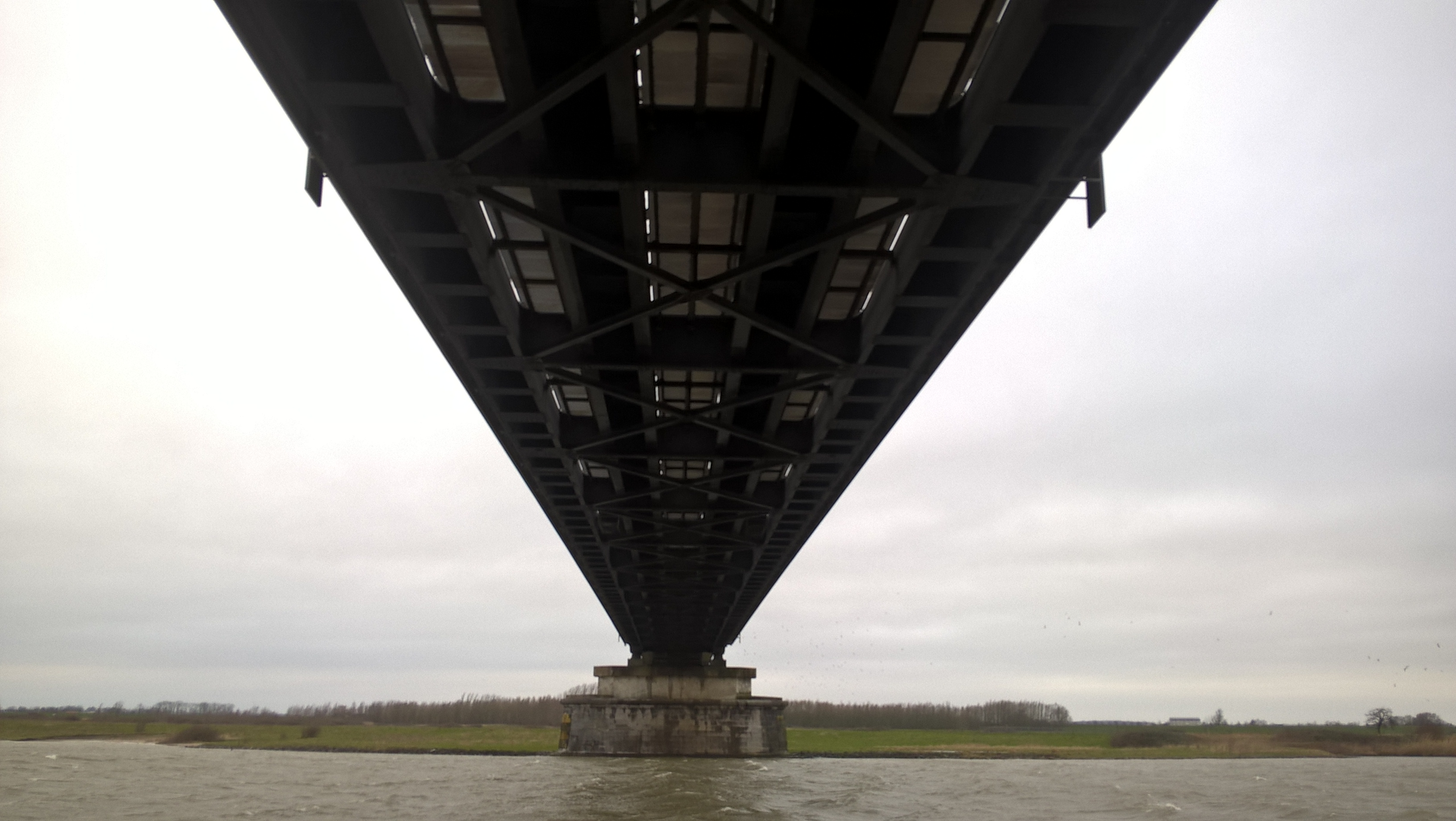
Onderkant brug
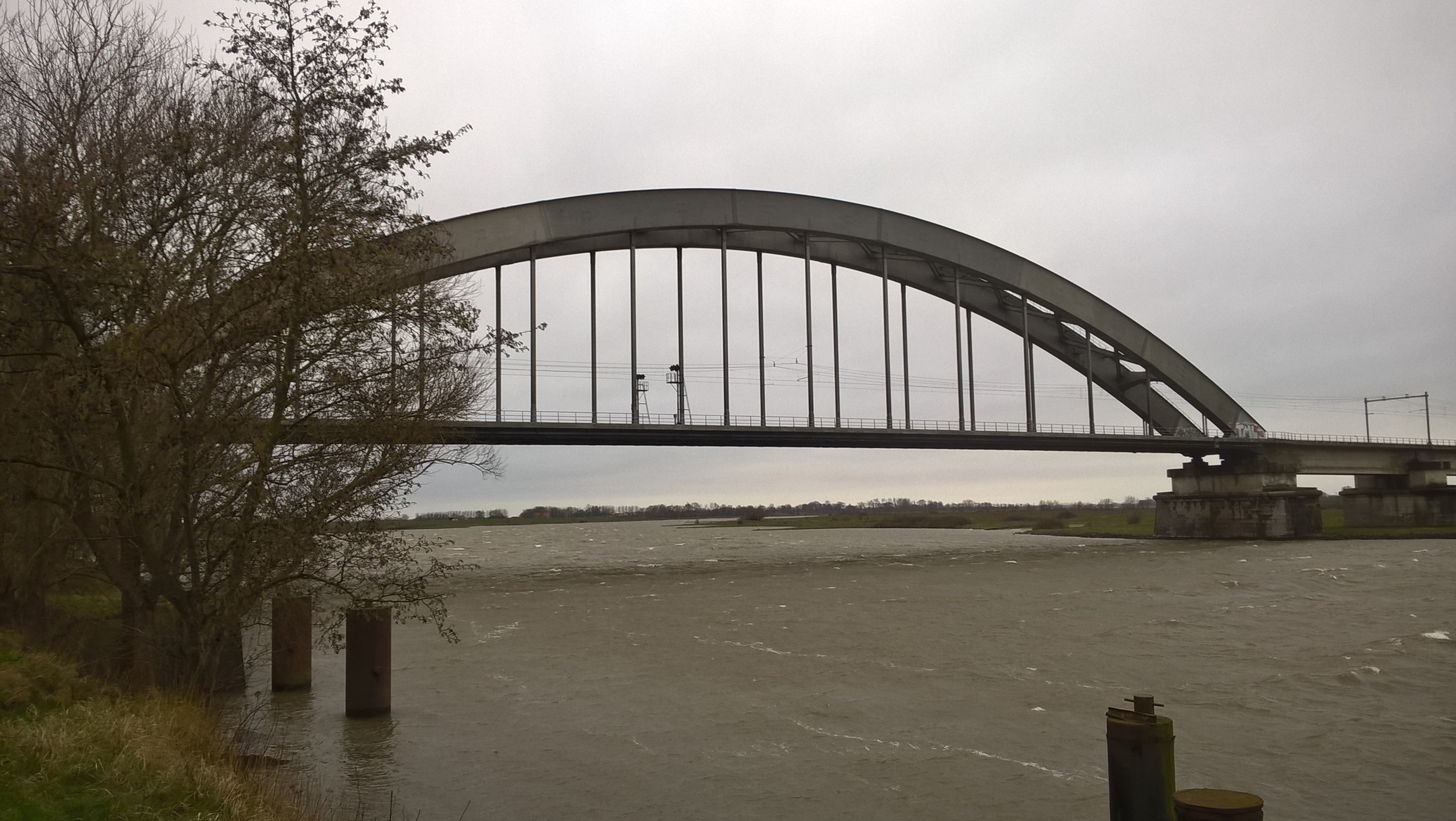
Brug vanaf het oosten gezien